# Tashigang
Tashigang (dzongkha བཀྲ་ཤིས་སྒང་།) este un oraș din Bhutan.